# Clarke et Kubrick
Clarke et Kubrick (Clarke y Kubrick Especialistas ltd., puis Clarke & Kubrick en version originale et Una Aventura De Clarke Y Kubrick en catalan) est une série de bande dessinée de science-fiction humoristique espagnole créée en 1982 par Alfonso Font pour le tout premier numéro du magazine espagnol pour adultes Rambla, avant de retrouver les deux personnages dans Cimoc.
En France, elle paraît pour la première fois dans le magazine Circus en 1985, avant d'être publié par Glénat en juillet 1985.

## Naissance des deux personnages
Pour le nouveau magazine espagnol destiné aux adultes Rambla, Alfonso Font crée en 1982 deux personnages qui se nomment Clarke et Kubrick en hommage à l'écrivain de science-fiction Arthur C. Clarke et de son admirateur, le réalisateur Stanley Kubrick. Le titre officiel des aventures en espagnol est Clarke y Kubrick Especialistas ltd.. Ces personnages viennent surtout des deux épisodes inédits en France Lluvia (Pluie) et Ciberiada des Cuentos de un futuro imperfecto (Contes d'un futur imparfait) (1980).
Clarke y Kubrick Especialistas ltd. s'arrêtent au bout du sixième numéro de Rambla, puis se retrouvent plus tard avec de nouvelles aventures dans une revue Cimoc.

## Description

### Synopsis
Anciens vagabonds, Clarke et Kubrick sont employés par une Compagne d'Affaires Galactiques, faisant de bonnes affaires en vendant leur vieille Terre aux extraterrestres, mais se trouvent souvent mêlés à des mésaventures partout dans l'univers.

### Personnages
- Clarke
- Kubrick

### Clins d'œil
- Bien évidemment, le titre Clarke et Kubrick évoque à l'esprit des lecteurs le film de Stanley Kubrick 2001, l'Odyssée de l'espace d'après le roman éponyme de Arthur C. Clarke.

## Postérité

### Accueil critique
Les éditeurs de Glénat publient les premières aventures de Clarke et Kubrick dans la revue Circus du no  87 à 92 en 1985.

## Publications originales

### Revues
- Rambla[1] no   1 à 6, 1982
- Cimoc[2]

## Publications en français
La série a été traduite par Antoine Roux.

### Revues
- Circus[3] no  87 à 92, Glénat, 1985

### Albums
- 1 Agents très spatiaux, Glénat, (ISBN 2-7234-0471-4), juillet 1985
Scénario et dessin : Alfonso Font
- 2 Les Tricheurs, Glénat, (ISBN 2-7234-0595-8), 18 janvier 2003
Scénario et dessin : Alfonso Font
- 3 Le Maître de l'univers, Glénat, (ISBN 2-7234-0614-8), 5 juin 2004
Scénario et dessin : Alfonso Font